# Aosoth
Aosoth est un groupe de black metal français, originaire de Paris, en Île-de-France. Le groupe publie un premier album studio homonyme, Aosoth, en 2008. Il est suivi par un deuxième album, Ashes of Angels, l'année suivante en 2009, et par un troisième III : Violences and Variations en 2011. En 2013, le groupe publie son quatrième album IV: An Arrow in Heart.

## Biographie
Aosoth est formé en 2002 à Paris. À l'origine, Aosoth est un projet parallèle « plus trash et mélodieux » formé par les membres du groupe Antaeus. En 2007, à la suite de la mise en veille d'Antaeus et du désistement de la plupart des membres du groupe, le chanteur MkM, seul rescapé du line-up originel, recrute BST, guitariste au sein de Balrog, Aborted et Genital Grinder et relance Aosoth. En 2008, le groupe publie son premier album homonyme, Aosoth. Il est suivi par un deuxième album Ashes of Angels en octobre 2009. 
En 2011, le groupe publie son troisième album, III, au label Agonia Records,. En 2013, il est suivi par un quatrième album studio intitulé IV: An Arrow in Heart, toujours au label Agonia et Season of Mist. La même année, le groupe publie l'EP IV.
Le 12 septembre 2016, le magazine anglais Metal Hammer cite le groupe dans son top 10 des meilleurs groupes de métal français.

## Discographie

### Albums studio
- 2008 : Aosoth
- 2009 : Ashes of Angels
- 2011 : III : Violences and Variations
- 2013 : IV: An Arrow in Heart
- 2017 : V: The Inside Scriptures

### EP
- 2012 : Our Crown of Sins

### Splits
- 2002 : Antaeus and Aosoth
- 2007 : Temple of Baal and Aosoth
- 2009 : The Truth Through Salt (avec Malhkebre)
- 2010 : Angels falling down (avec VI)

### Compilation
- 2016 : IV / Appendixes

## Membres

### Membres actuels
- MkM  - chant (Antaeus, ex-Tenebrare, ex-Temple of Baal)
- BST - guitare, boîte à rythmes (Balrog, Aborted, Genital Grinder, ex-Garwall)
- InrVI - basse

### Anciens membres
- Thorgon (ex-Antaeus, Eternal Majesty)
- Sagoth (ex-Antaeus, Eternal Majesty, ex-Ancestral Fog, ex-Reverence)
- T. - batterie
- Saroth - guitare